# Энгстен, Анна
Анна Энгстен (швед. Anna Engsten, полное имя Anna Maria Jansdotter Engsten; 1762 — после 1790) — шведская прислуга на военном флоте, одна из первых женщин-военных и первая из женщин (вторая — Брита Хагберг), которые были награждены шведской военной наградой за храбрость в битвах на море (медаль För tapperhet i fält), прежде чем женщины были допущены для службы в армии в XX веке.

## Биография
Родилась в 1762 году предположительно в городе Västerfärnebo.
Работала служанкой (горничной) на военном флоте у капитана G .A. Leijonancker, затем была нанята его коллегой капитаном Паулем Хенриком Шарффом (Paul Henrik Scharff).

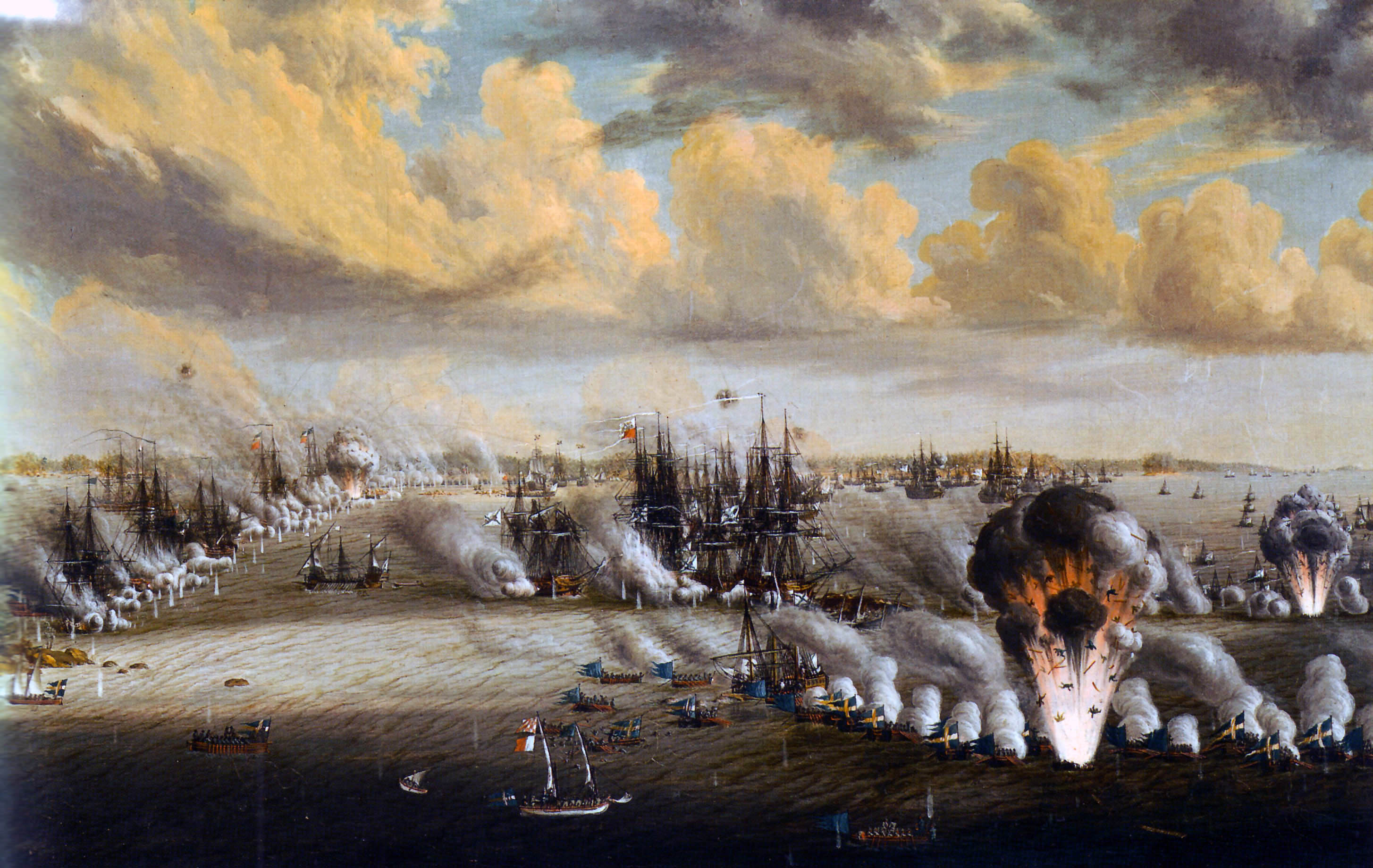
Роченсальмское сражение

Участвовала в русско-шведской войне 1788—1790 годов. Принимала участие в Роченсальмском и Выборгскм сражениях. Отчет о достижениях Анны Энгстен майора Пауля Шарффа содержится в словаре знаменитых женщин. За мужество была награждена шведским королём Густавом III военной наградой за храбрость в битвах на море (медаль För tapperhet i fält) и денежным вознаграждением в 50 риксдалеров 15 марта 1791 года.
Умерла после 1790 года.